# Счёт текущих операций

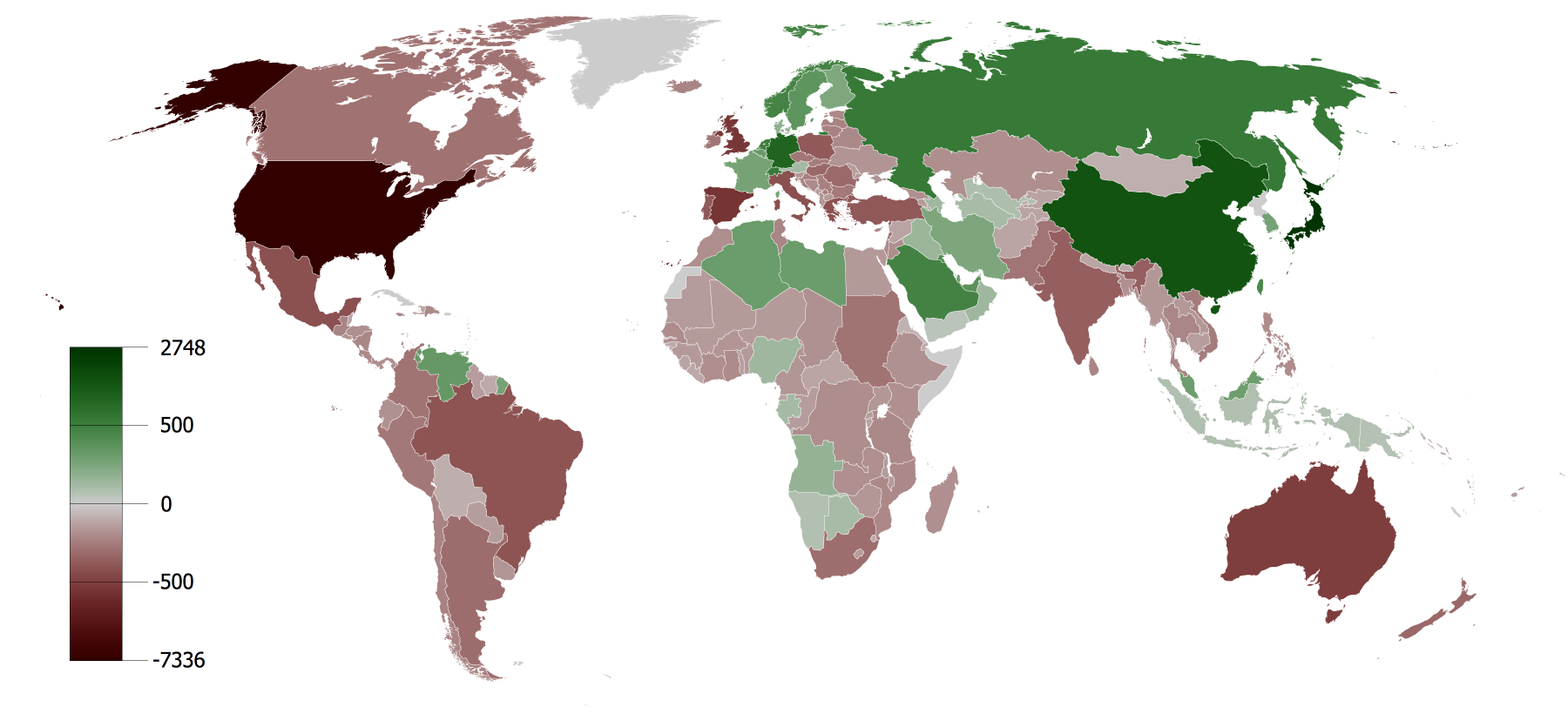
Накопленный счёт текущих операций 1980—2008 на основе данных МВФ

Счёт текущих операций — раздел платёжного баланса страны, в котором фиксируются экспорт и импорт товаров и услуг, чистый доход от факторов производства и чистый объём трансфертных платежей.
Баланс текущих операций — счёт платёжного баланса, на котором отражаются операции с товарами, услугами и доходами. Текущий платёжный баланс включает экспорт и импорт товаров и услуг, доход от иностранных инвестиций и текущие трансферты. В нём отражаются операции, завершающиеся в течение периода, за который составляется баланс, действие которых не сказывается на платёжном балансе в последующие периоды. На счёте текущих операций отражаются потоки между резидентами и нерезидентами на валовой основе:
- потоки товаров и услуг;
- потоки первичных (факторных) доходов;
- потоки вторичных доходов (трансфертов).

Баланс товаров и баланс услуг характеризуют объём поступлений и платежей по экспорту и импорту товаров и услуг.
По дебету и кредиту статьи «первичные доходы» отражаются поступления от предоставления резидентами факторов производства (труда, капитала, земли) нерезидентам, а также обратные поступления в случае предоставления указанных факторов нерезидентами резидентам. В состав доходов входят оплата труда и доходы от инвестиций. В оплату труда включается вознаграждение работников за труд, полученное от резидентов других стран, в частности сезонных и приграничных рабочих. В инвестиционные доходы включаются доходы от собственности на иностранные финансовые активы, которые выплачиваются нерезидентами резидентам и наоборот, в виде дивидендов по акциям, процентов по долговым ценным бумагам и тому подобное. Сальдо доходов по этой статье определяется как разность между доходами, полученными и уплаченными резидентами данной страны.
В объём «вторичных доходов» (текущих трансфертов) включается предоставление резидентами нерезидентам (и наоборот) товаров, услуг, активов или прав собственности без оплаты и получения какого-либо иного эквивалента как по линии органов государственного управления, так и через частный сектор. В объём текущих трансфертов включаются трансферты органам государственного управления, например предоставление гуманитарной помощи в виде товаров и услуг, денежные переводы работающих, пенсии, алименты, частные вклады и денежные пожертвования и др. В результате передачи трансфертов увеличивается объём располагаемого дохода получателя и уменьшается располагаемый доход передающего трансферт. От текущих трансфертов следует отличать капитальные трансферты, отражаемые как операции с капиталом. Сальдо по статье трансфертов определяется как разность между трансфертами, полученными и уплаченными резидентами данной страны.
Общий объём текущих поступлений определяется как сумма поступлений по товарам, услугам, доходам и трансфертам. Соответственно определяется общая величина текущих платежей. Разность между ними характеризует сальдо поступлений и платежей по текущим операциям. Баланс текущих операций может быть активным и пассивным. В случае активного баланса превышение поступлений над платежами означает увеличение иностранной валюты в стране. В случае пассивного баланса превышение платежей ведёт к её уменьшению.